# Oticon
Oticon A/S er et dansk firma, der producerer høreapparater og hørehjælpemidler samt rådgiver, leverer og installerer større lydsystemer og AV-udstyr i fx kirker, teatre og museer. Oticon er i dag blandt de tre største leverandører af høreapparater i verden. Som del af koncernen Demant A/S er Oticon noteret på NASDAQ OMX København.
Oticon har hovedsæde i Smørum nordvest for København
Oticon designer og fremstiller både høreapparater til voksne og specialhøreapparater til børn, og produkterne forhandles gennem salgsvirksomheder i 22 lande og cirka 80 uafhængige distributører verden over. Virksomheden beskæftiger mere end 3500 mennesker på verdensplan.
I dag har mennesker i mere end 100 lande verden rundt glæde af bedre hørelse med Oticons løsninger.
Siden 1991 har Oticon A/S vundet mere end 20 priser for firma- og udviklingsresultater. Blandt Oticons mange verdenspremierer er DigiFocus (verdens første digitale høreapparat), MultiFocus (verdens første fuldautomatiske høreapparat), Adapto (verdens første høreapparat med kunstig intelligens) og Oticon Opn der anvender en avanceret høreapparatteknologi (åben lyd).. Senest har Oticon i 2020 lanceret høreapparatet Oticon More™, der er trænet med 12 millioner lydbilleder og indeholder den nyeste teknologi. Høreapparatet er det første i verden, der giver adgang til alle relevante lyde takket være et Deep Neural Network.

## Historie
Oticon blev grundlagt 8. juni 1904 i Odense af Hans Demant, der ønskede at hjælpe sin hørehæmmede hustru, Camilla, med at leve et liv uhindret af sit høretab.
Under 2. verdenskrig påbegyndte sønnen Wiliam Demant en produktion af høreapparater, der er en kopi af Acousticon høreapparatet. I 1946 introduceredes det første rigtige Oticon høreapparat, model TA.
Lars Kolind var koncernchef fra 1988-98, og blev kendt for at indføre "spaghettiorganisationen".

## Administrerende direktører
- 1988-1998 Lars Kolind
- 1998-2008 Niels Jacobsen
- 2008-2017 Søren Nielsen
- 2017- Ole Asboe Jørgensen